# Guldborg, Gotland
Guldborg var ett slott eller en borg som tillhörde vitaliebröderna på Gotland. Det är oklart var på ön Guldborg var beläget. Eventuellt är Guldborg identiskt med vad i dag benämns som Lojsta slott.